# Guilherme II de Genebra
Guilherme II de Genebra (1185- †1252) é filho de Guilherme I e da sua segunda mulher, Margarida Beatrix de Faucigny, e meio-irmão de Humberto I de Genebra.

## Casamentos?
Guilherme II deve ter-se casado duas vezes mas não há informações precisas nem com quem, nem quando  .

### Primeiro
Deve ser desse primeiro casamento com uma certa "de Forez" que nasceu o que viria a ser Rudolfo I de Genebra

### Segundo
Deste casamento teve sete filhos dos quais Roberto que será Bispo de Genebra e Ágata que será abadessa.

## História
Participou com o seu meio-irmão, Humberto I de Genebra, às Cruzada albigense. Uma vez conde de Genebra entre ou 1220 ou 1224 até 1252, sabe-se que não dividiu a sua posição com ele pelo que houve disputas entre eles.
Guilherme I teve uma série de guerras com os da Casa de Saboia e perdeu o controle de todo as processões fora do condado mas viu a sua influências sobre a cidade de Genebra aumentar e a do Bispo de Genebra grandemente diminuída.
Quando o seu irmão mais novo Humberto I morreu, em 1225, afastou os filhos dele, Pedro e Ebal que encontraram refugio junto de Pedro II de Saboia que os levou com ele para Inglaterra. Na realidade Pedro era sobrinho de Guilherme pois filho da sua irmã Margarida de Genebra.
Em 1234 o seu filho Amadeu é feito cónego da Diocese de Lausana. Em 1236-37, o senhor Aimão II de Faucigny fez-se protector de Chamonix apesar do facto o conde de Genebra ter direitos anteriores. A guerra que se seguiu levou a que o Pequeno Carlos-Magno fosse feito prisioneiro o que trouxe a derrota de Genebra e viu Guilherme ser obrigado a aceitar o julgamento do irmão de Pedro, Amadei IV de Saboia, que o obriga a pagar uma indemnização de 20'000 marcos e a perda do castelo de Arlod que defendia a entrada no Lyonnais. Sem possibilidade de aceitar tais condições as guerras prosseguiram intermitentemente durante cinco anos até que Guilherme acaba por perder o castelo em 1242 .
Guilherme ainda tenta expandir-se no País de Vaud sem sucesso. À sua morte o condado, cheio de dívidas, reduz-se aos seus limites restritos, o Genevois, sem mais nenhumas outras possessões.
| Antecessor            | Guilherme II de Genebra (1185- †1252) | Sucessor             |
| --------------------- | ------------------------------------- | -------------------- |
| Humberto I de Genebra | Conde de Genebra 1220 - 1252          | Rudolfo I de Genebra |